# Mohamed El-Moustaoui
Mohamed El-Moustaoui est écrivain, poète et intellectuel amazigh. Il a été parmi les premiers à s’essayer à l’écriture en tamazight à un moment où personne ne parlait encore du mouvement culturel amazigh. 
Né en 1943 à Mekzert un village de la grande région du Souss, il a fait toutes ses études à l’Institut islamique de Taroudant. 
Ensuite, il a pris la direction de Marrakech où il a décroché en 1962 le diplôme de fin des études secondaires à la faculté des sciences religieuses de Moulay Youssef. 
Comme cela se faisait à l’époque, il s’est dirigé tout naturellement vers l’enseignement. En même temps, il avait préparé son baccalauréat qu’il a eu en 1966. 
Actuellement, il est retraité de l'enseignement depuis 2003.
Il a été membre de plusieurs grandes associations : association des talents et de l’éducation sociale, association marocaine d’échange culturel (AMREC)...
Il a aussi été correspondant de Al-ittihad Al-Ichtiraki, l’organe du parti de l’Union socialiste des forces populaires (USFP) où il a publié énormément d’articles sur la culture amazighe et sur les problèmes du monde rural dans la région du Souss. 
Il est devenu membre de l’union des écrivains du Maroc en 1976.